# Ariranha

Vị trí của Ariranha trong bản đồ bang São Paulo

Ariranha là một đô thị ở bang São Paulo, Brasil. Ariranha có dân số (năm 2007) là 8255 người, diện tích là 133,112 km², mật độ dân số 65,2 người/km². Đô thị này nằm ở độ cao 595 m. Ariranha nằm ở khu vực khí hậu cận nhiệt đới. Theo điều tra năm 2000, Ariranha có:
- Tổng dân số 7477 người, trong đó, dân số thành thị: 6884, nông thôn: 593 người.
- Nam giới: 3819, nữ giới: 3658 người.
- Mật độ dân số 56,18 người/km².
- Tuổi thọ bình quân: 72,18 năm.
- Tỷ lệ trẻ dưới 1 tuổi tử vong (trên 1 triệu): 14,11
- Tỷ lệ biết đọc biết viết: 88,59% dân số.
- Chỉ số phát triển con người: 0,769
- Tỷ lệ sinh (trẻ/bà mẹ): 2,37